# ملعب هي ليسب
ملعب هي ليسب هو ملعب كرة قدم يقع في بلجيكا، يتسع لـ 14538 متفرج. تم افتتاحه في 1925. تم تجديده في 2000.

## وصلات خارجية
- الموقع الرسمي